# Sostenidor de cos (Guêpière)

Forma corrent de sostenidor de cos

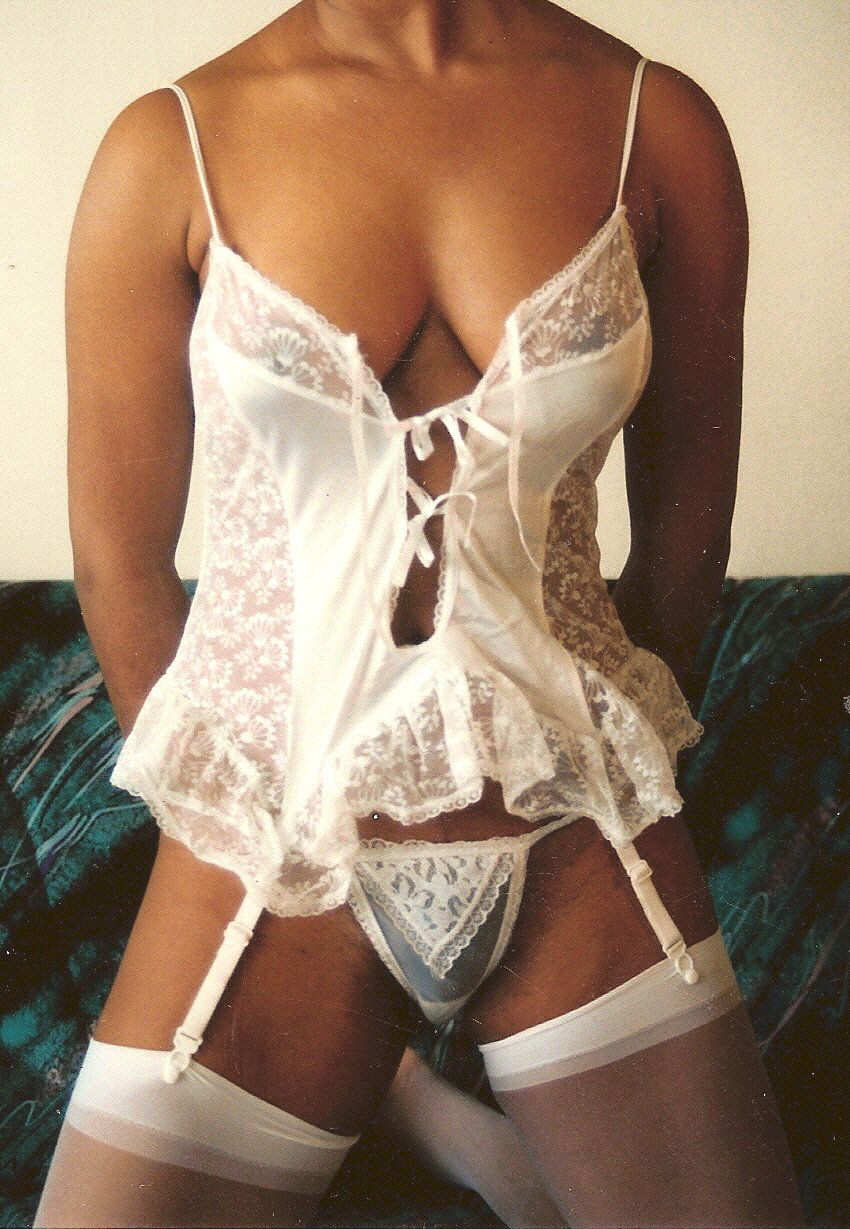
Un sostenidor de cos blanc

Un sostenidor de cos o guêpière és una roba interior femenina del camp de la cotilleria que aplega, en una sola peça de llenceria, les funcions del bustier (o de la cotilla) i del portalligues, i que permet de modelar la silueta afinant-la com amb una faixa elàstica i donar-li així l'aparença d'una « cintura de vespa ».

## Descripció
- Com el bustier i el sostenidor amb balconets, sosté el pit reforçant-ne el volum, modelant el bust, i es pot fixar a les espatlles per mitjà d'elàstics.
- Com la cotilla, cerca a afinar la cintura (però amb menys engavanyament). Les lligadures (grapes) es troben el més sovint a l'esquena, i les balenes, quan són presents, són de plàstic.
- Com el portalligacames, és proveïda de parells de lligadures, anomenades lligacames, que serveixen a fixar les mitges, però no es recolza tant en els malucs.
- Com la faixa, modela la silueta.

## Història
Dels anys 1920 fins a la Segona Guerra Mundial, la roba interior sovint estava constituïda d'una faixa rígida i ajustada amb lligacames, i d'un sostenidor amb copes en forma d'ogiva. Després de la guerra, el New Look posa al gust del dia la cintura molt marcada i fina. Per a obtenir aquesta silueta, es crea una nova peça de llenceria: la guêpière, de vegades dita també « combinació-faixa». Ha beneficiat d'avançades i descobertes de la indústria del tèxtil, en particular del niló que permet de crear llenceria lleugera i extensible
El sostenidor de co esdevé així un element imprescindible del New Look de Christian Dior que precusa: « cap moda sense roba interior. Pits alts, espatlles arrdonides, malucs ressaltats, cintura fina: aquestes característiques femenines són accentuades per la guêpière. Certs grans costurers, dels quals Dior, creen vestits amb roba interior integrada. El més sovint, aquestes guêpières internes són de tul de cotó amb balenes metàl·liques.
La invenció del sostenidor de cos s'atribueix a Marcel Rochas cap al 1945, que potser ha creat aquest article de llenceria per a l'actriu americana Mae West. Els primers models són fabricats per la corseteria Marie-Rose Lebigot.
Talcom les mitges, la guêpière ha vist la seva utilització desaparèixer amb la revolució feminista als anys 1960, i l'aparició dels pantis i dels pantalons per a les dones.
Avui en dia, hi ha guêpières de tul, d'encaix o de matèries sintètiques.